# Acafellas
"Acafellas" er den tredje episode i tv-serien Glee. Episoden blev vist den 16. september 2009 på FOX. Den var instrueret af John Scott og skrevet af seriens skaber Ryan Murphy. Episoden fokuserer på korinstruktør Will Schuester (Matthew Morrison) danner en mandlige a cappella gruppe, Acafellas, og forsømmer klubben til fordel for, at dedikere sin tid til den nye bestræbelse. New Directions kæmper med koreografi, og at modstå forsøg på sabotage af medlemmer af cheerleadertruppen. Mercedes (Amber Riley) har romantiske følelser for Kurt (Chris Colfer), der springer ud som homoseksuel.
Sanger Josh Groban gæstestjerner som ham selv, John Lloyd Young vises som træsløjdlærer Henri St. Pierre, og Victor Garber og Debra Monk spiller Mr. Schuesters forældre. Episoden har versioner af syv sange, herunder den instrumentale stykke "La Camisa Negra" udført på guitar af Mark Salling. Studieoptagelser af to af sangene blev udførte blev udgivet som singler, til rådighed for digital download , og to af sporene vises også på albummet Glee: The Music, Volume 1.
Episoden blev set af 6.690.000 amerikanske seere og modtog blandede anmeldelser fra kritikerne. Entertainment Weeklys Tim Stack og New York Timess Mike Hale hilste den tilbagevenden Stephen Tobolowsky som Sandy Ryerson velkommen, mens Ryan Brockington fra New York Post og Raymund Flandez fra The Wall Street Journal roste Rileys version af Jazmine Sullivans "Bust Your Windows". Rachel Ray, gennemgik episoden for Men The Independent, anså den som "overhyped [...] uinspirerende, forvirrende og med en simpel plot til at starte med."

## Plot
Da Rachel Berry (Lea Michele) stiller spørgsmål om instruktør Will Schuesters koreografifærdigheder under en korgeneralprøve, danner han en mandlige a cappella gruppe, Acafellas, for at bygge sin selvtillid op. Gruppen består oprindeligt af Will, fodboldtræner Ken Tanaka (Patrick Gallagher), træsløjdlærer Henri St. Pierre (John Lloyd Young) og Howard Bamboo (Kent Avenido), en medarbejder i Wills kone Terris (Jessalyn Gilsig) butik. Efter deres første forestilling dropper Henri og Howard ud og Will erstatter dem med kormedlem Finn Hudson (Cory Monteith), der overvejede at holde op i koret, og hans ven fodboldspiller Puck (Mark Salling). Tidligere korinstruktør Sandy Ryerson (Stephen Tobolowsky) slutter sig også til gruppen, efter at have arrangeret at sangeren Josh Groban skal være med til deres næste forestilling. Selvom stjernen komplimenter deres udgave af "I Wanna Sex You Up", afslører han, at han kun deltog for at sikre at Sandy stoppede med at forfølge ham.
I Wills fravær ansætter koret Dakota Stanley (Whit Hertford), koreografen fra en rivaliserende klub, Vocal Adrenaline, til at coache dem til mesterskabet. Cheerleaderne Quinn (Dianna Agron), Santana (Naya Rivera) og Brittany (Heather Morris) håber, at den notorisk barske Stanley vil bede nogle medlemmer af klubben til at holde op, for at fremme deres plan om at sabotere klubben. Selvom Stanley er stærkt kritisk over for de fleste medlemmer af gruppen, overbeviser Rachel medlemmerne om, at deres forskelle giver dem en unik kant, og fyrer koreografen. Cheerleaderne får også Mercedes Jones (Amber Riley) til at tro, at kormedlemmet Kurt Hummel (Chris Colfer) har følelser for hende og efterlod hende med smerter, da han afviser hendes tilnærmelser. Han vildleder hende til at tro, at han har følelser for Rachel, hvor Mercedes smadrer forruden af sin bil og synger "Bust Your Windows". Kurt bekender sig senere til hende, at han er bøsse, hvilket er første gang, han har sagt det til nogen.
Cheerleadertræner Sue Sylvester (Jane Lynch) er vred over, at klubben er nu stærkere end nogensinde, og straffer Quinn og Santana. Quinn gør gengæld ved, at takke Sue for at hjælpe hende til at indse, at tro på sig selv ophæver behovet for at bringe andre mennesker til fald. Will indser, at hans passion er undervisning, ikke at performe, og beslutter at at forpligte sig til koret.

## Produktion
Tilbagevendende medvirkende, der vises i "Acafellas" er Stephen Tobolowsky, som tidligere korinstruktør Sandy Ryerson, Patrick Gallagher som fodboldtræner Ken Tanaka, Iqbal Theba som Principal Figgins, Kent Avenido som "Sheets and Things"-medarbejder Howard Bamboo, og Naya Rivera og Heather Morris som kormedlemmerne Santana Lopez og Brittany Pierce. Whit Hertford gæstemedvirkenden som koreograf Dakota Stanley. Cheyenne Jackson var oprindeligt den, som skulle spille Dakota Stanley, men da han ankom til Californien havde han influenza. John Lloyd Young spillede Henri "en pensioneret træsløjdlærer med en fremragende sangstemme" og Victor Garber og Debra Monk spiller Wills forældre. Morrison var "betaget" af Garbers casting, om han havde været en mangeårig fan af. Josh Groban fik en særlig gæstestjernefakturering, og spiller, med Colfers ord, "sig selv som denne uvidende røvhul". Morrisons rappeevne i episoden var en allerede erhvervet færdighed, og Gilsig kommenterer: "Han kan gøre det. Det ligner ikke en joke, det var faktisk helt autentisk, og han var fantastisk. Jeg tror, han har bare en fantastisk musikalsk rækkevidde. Folk som, der har sunget hele deres liv, har de sådan en kommando, at de kan gøre det." Riley anset, at hvor Kurts springer ud, som "meget følelsesladet" og "en af [hendes] foretrukne scener". Colfer beskrev scenen som "meget respektfuld og meget rørende ... meget, meget virkelig og alvorlig."

## Musik
Episoden har coverversioner af For He's a Jolly Good Fellow", "This Is How We Do It" af Montell Jordan, "Poison" af Bell Biv DeVoe, "Mercy" af Duffy, "Bust Your Windows" af Jazmine Sullivan, "I Wanna Sex You Up" by Color Me Badd og en instrumental udførelse af "La Camisa Negra" af Juanes. Studieoptagelser af "Bust Your Windows" og "Mercy" blev løsladt som singler, til rådighed for digital download. "Bust Your Windows" er også med på soundtrackalbummet Glee: The Music, Volume 1, hvor en studieindspilning af "I Wanna Sex You Up" indgår som bonustrack på plader købt hos Target.

## Modtagelse

### Vurderinger
"Acafellas" blev set af 6.690.000 amerikanske seere og opnåede en 3,2/9 Nielsen bedømmelse/share i 18-49 demografiske. Det var den tiende mest sete show i Canada for ugen, med 1.440.000 seere. I Storbritannien blev episoden vist lige efter pilotepisoden, og blev set af 1.680.000 seere, at blive den mest sete show på kabel for ugen.

### Kritisk modtagelse
Episoden fik blandede anmeldelser fra kritikerne. Tim Stack fra Entertainment Weekly revideret episoden positivt, skønner det potentielt endnu bedre end sæsonpremieren. Stak skrev, at det bedste aspekt af episoden var fokusset på tidligere bipersoner, såsom Puck, Mercedes og Kurt. Han roste Lynch som Sue og skrev: "Stephen Tobolowskys Sandy bliver også en af de mest pålidelige karakter for store linjer og grin." Han blev skuffet over, at Garber ikke synge i hans rolle som Wills far, men håbede han ville vende tilbage til fremtidige episoder. Ryan Brockington for New York Post, at "nøglen til dette show ligger direkte i de kvindelige hovedroler", roser Michele som Rachel, Agron som Quinn og Riley som Mercedes, bemærke, at i "Acafellas", fik Riley "endelig fik en chance for at skinne." Raymund Flandez fra The Wall Street Journal roste Rileys udgave af "Bust your Windows" som "showstopping", Vocal Adrenalines "Mercy" som "ben-Splits-over-skuldre spændende" og anså Acafellas performance "I Wanna Sex You Up" som "corny", men bemærkede:".. det handler om high school. Corny er de rigueur." Shawna Malcom fra Los Angeles Times skrev, at selv om "Bust Your Windows" var "over toppen [...] de følelser bag det hele føltes passende reel."
Mike Hale fra New York Times var kritisk over episoden, diskutere showets "stadig hurtigere march mod Hallmark land." Han bemærkede, at mens "Acafellas" ikke svarede til standarden af pilotepisoden, det var sjovere end "Showmance", og roste den tilbagevenden Stephen Tobolowsky som Sandy Ryerson. Hale kaldet Grobans cameo den "sjoveste af alle" i episoden, men generelt bemærkes, at: "Humor kan ikke gøre op for manglen på store produktionsnumre [...] Problemet for dette show er altid vil være, hvordan man udfylder hullerne mellem sangene. En masse af de nuværende plotlinjer, som Will og hans kones fantombaby, er allerede ved at blive gammel, så det ville behov for producenterne til at holde disse huller så korte som muligt." Rachel Ray, gennemgå episoden for The Independent anså Glee "overhyped [...] uinspirerende, forvirrende og med en simpel plot til at starte med." Ray skrev at Glees "optimistisk budskab" var "tilsidesættes af showet forsøg på at være mørkere end run-of-the mill gymnasiedrama." Som med Hale, kommenterede Ray at: "Musik skal være den forsonende af Glee, men det er ikke, fordi seeren aldrig får en tilfredsstillende smag af medlemmernes musikalske talenter". Shawna Malcom kritiserede Terri og Wills karakteristik i episoden, og skønner Terri til at være "udover det irriterende", men skrev: "Jeg har tillid til, at skaberen Ryan Murphy vil konkretisere Jessalyn Gilsigs karakter over tid. Hendes tilsyneladende oprigtig undskyldning til Will for ikke at være mere støttende af hans boyband var en dejlig første skridt." Om Will, stillede Malcom spørgsmålet: "ikke det føles som om hans engagement i koret smeltet væk så hurtigt? [...] Hvordan kunne han vende ryggen så let?" Mere positivt kaldete Malcom Kurts springe ud scene, som"dejlig". Hun skrev, at Groban udseende var "sjovt og larmende" funny, mens Stack udtalte: "Det var lidt tilfældigt, men det er værd at se for den scene, da Groban rammer Wills mor."

## Eksterne links
- "Acafellas" Arkiveret 24. september 2010 hos  Wayback Machine på Fox.com
- Acafellas på Internet Movie Database (engelsk)
- "Acafellas" Arkiveret 13. januar 2015 hos  Wayback Machine at TV.com